# Iolania vittipennis
Iolania vittipennis är en insektsart som beskrevs av Frederick Arthur Godfrey Muir 1931. Iolania vittipennis ingår i släktet Iolania och familjen kilstritar. Inga underarter finns listade i Catalogue of Life.